# Wigierska Kolej Wąskotorowa
Wigierska Kolej Wąskotorowa – wąskotorowa kolejka turystyczna o długości 9 km, biegnąca wzdłuż południowego brzegu jeziora Wigry na Suwalszczyźnie, między miejscowościami Płociczno-Tartak i Krusznik, funkcjonująca na części linii dawnej kolei leśnej o prześwicie toru 600 mm. Sieć kolei leśnej wokół jeziora Wigry zaczęła powstawać przed 1916 rokiem i była eksploatowana gospodarczo do końca lat 80. XX wieku, natomiast kolejka turystyczna pod nazwą Wigierska Kolej Wąskotorowa została uruchomiona w 2001 roku. Kolejka jest zabytkiem techniki oraz jedną z całorocznych atrakcji turystycznych regionu.

## Historia

### Kolej leśna w Płocicznie (do 1989)

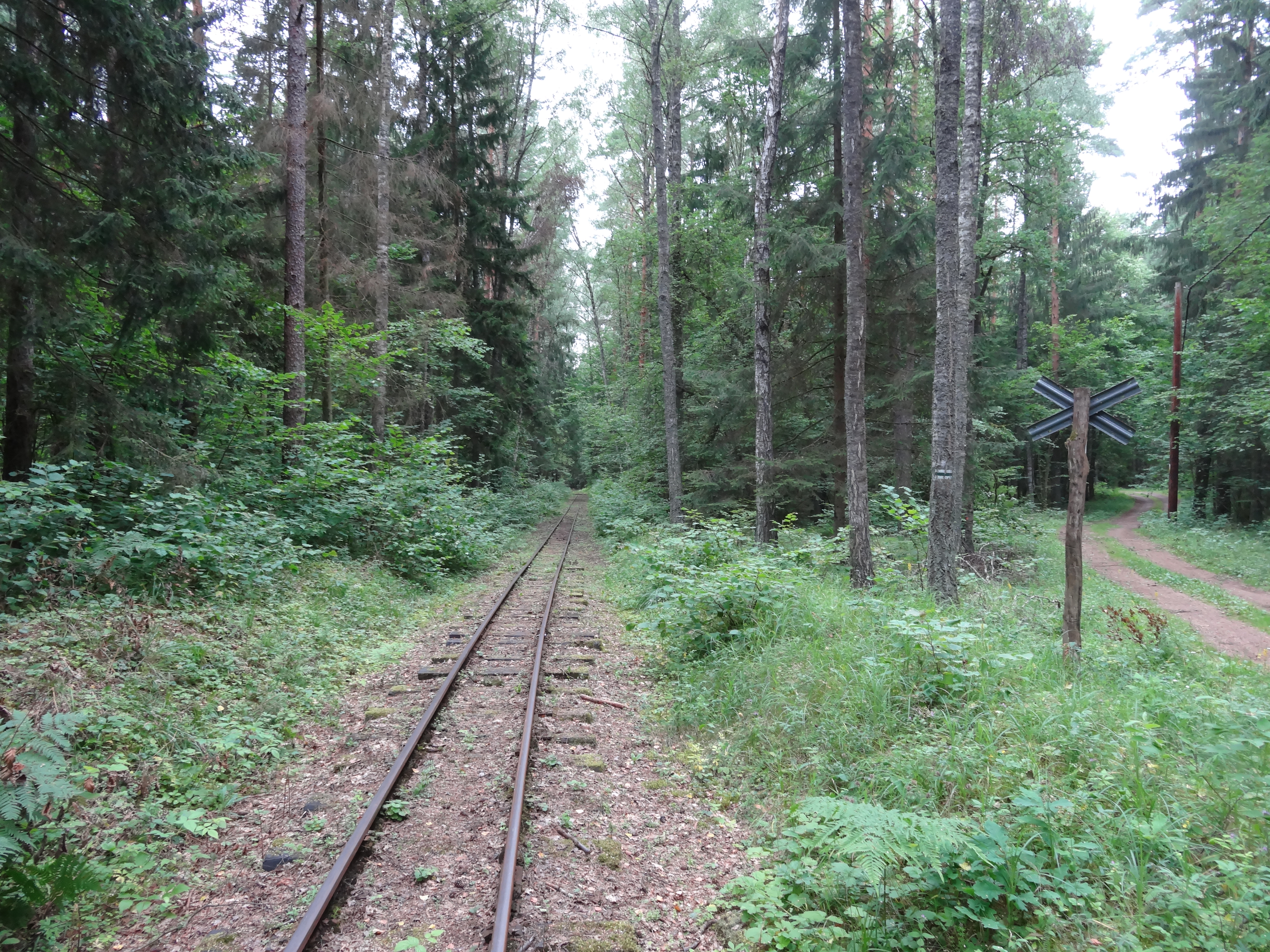
Tor leśny w rejonie przystanku Powały

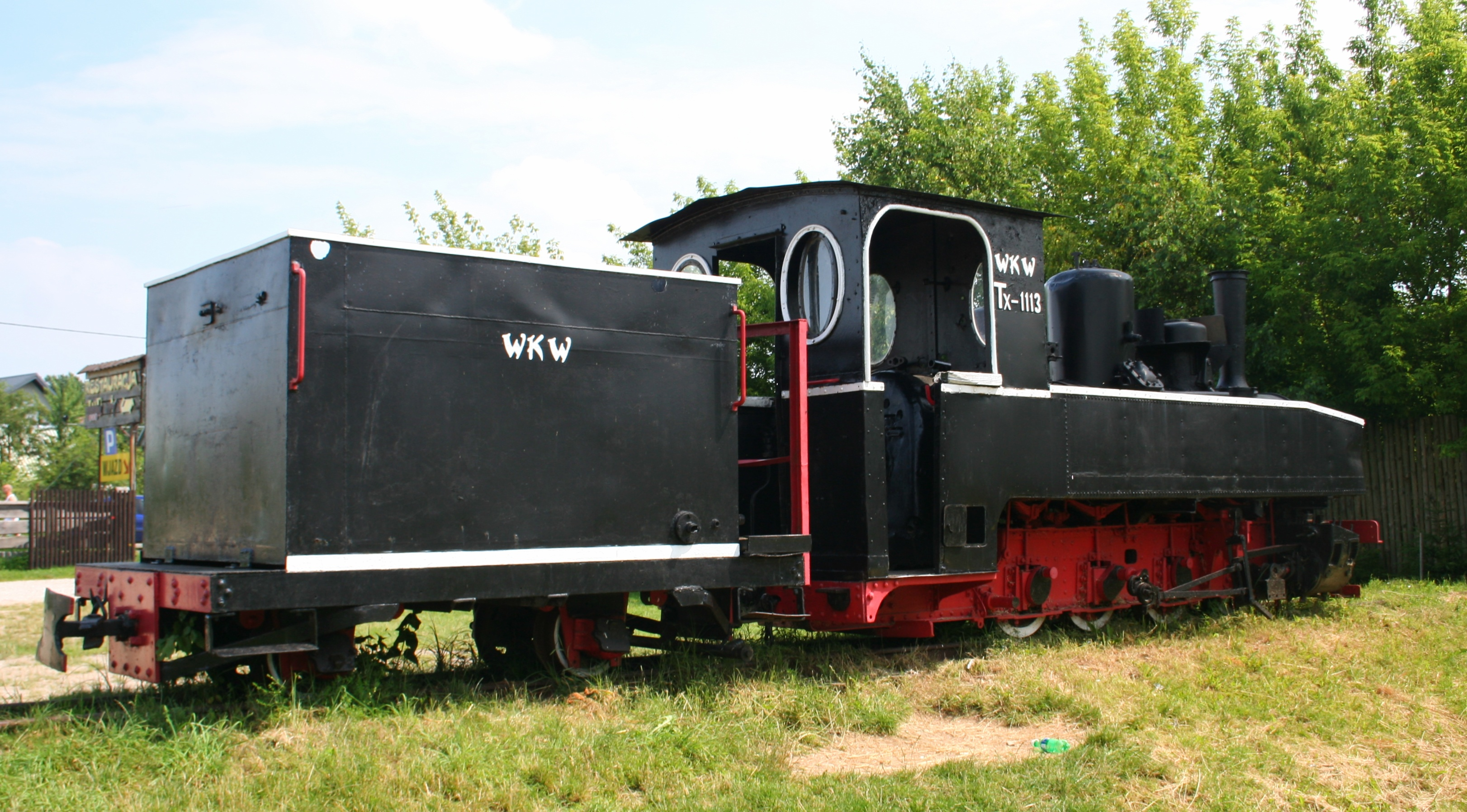
Parowóz kolei leśnych Tx-1113 typu HF zachowany jako eksponat

Pierwsze kolejki leśne do przewozu drewna z Puszczy Augustowskiej w rejonie jeziora Wigry były budowane – odmiennie niż później – wzdłuż jego zachodniego brzegu. Dogodnym punktem wyjściowym dla kolei leśnej było Płociczno, skomunikowane z przebiegającą obok linią kolei normalnotorowej. Według niektórych źródeł, pierwsza kolejka na trasie z Płociczna przez Gawrych Rudę w kierunku Wasilczyk, jeszcze o ciągu konnym, powstała około 1910 roku . Do intensywnej rozbudowy tam kolei wąskotorowej o szerokości toru 600 mm i trakcji parowej przystąpiło na początku I wojny światowej Cesarstwo Niemieckie, którego wojska zajęły Suwalszczyznę, będącą w zaborze rosyjskim, i rozpoczęły rabunkową gospodarkę leśną. Budowę kolei rozpoczęto już pod koniec 1914 roku, lecz kontrofensywa rosyjska spowodowała przerwanie prac na pół roku. Po ponownym zajęciu Suwalszczyzny, Niemcy zbudowali w osadzie Płociczno duży tartak w celu przerobu drewna, uruchomiony wiosną 1916 roku (obecna wieś Płociczno-Tartak). Drewno do niego dowoziła prowizoryczna kolej wąskotorowa zbudowana na zachodnim brzegu (z rejonu miejscowości Cimochowizna i Leszczewek). Od tartaku zbudowano jesienią 1916 roku bocznicę do linii normalnotorowej na przystanku Płociczno w celu wywozu tarcicy, a także dłużycy w zakresie przekraczającym moce przerobowe tartaku. Na koniec 1916 roku kolej wąskotorowa miała 13 km długości i pracowały na niej trzy parowozy. Po wojnie kolej została przejęta przez państwo polskie, które jednak zaniechało intensywnej wycinki lasów na zachodnim brzegu jeziora.
Po zakończeniu wojny polsko-bolszewickiej, w 1921 roku kolej została przekazana Zarządowi Lasów Państwowych w Siedlcach, a w 1922 roku utworzono terenowy Zarząd Kolei Leśnej w Płocicznie. Kolej następnie rozbudowano. W związku z rozpoczęciem eksploatacji lasów po wschodniej stronie jeziora, rozebrano tory na zachodnim brzegu, a wytyczono nowy szlak wzdłuż jego południowego brzegu, do Bryzgla. Rozebrano też wąski tor z tartaku do przystanku w Płocicznie. Początkowo do ciągnięcia używano koni, następnie wypożyczono od PKP trzy parowozy, a w latach 30. cztery. W 1923 roku kolej doprowadzono dalej przez Tobołowo do Głębokiego Brodu (długość linii: 23 km). Zdecydowano następnie przedłużyć kolej do Zelwy, co ukończono w 1932 roku, budując odgałęzienie na 19,5 km szlaku prowadzące przez Gulbin do Zelwy, z drewnianym mostem nad Czarną Hańczą. Liczebność taboru sięgnęła 90 par wózków do dłużycy i 29 platform, a długość linii wynosiła 37 km. Położone obok szlaku jeziora: Wigry, Wierśnie i Zelwa – były doskonałymi magazynami konserwującymi drewno. W okresie międzywojennym kolejka przewoziła też w niedzielę mieszkańców z Płociczna w pobliże Monkiń do kościoła .
Podczas II wojny światowej od października 1939 roku Suwalszczyzna ponownie znalazła się pod niemiecką okupacją, a kolej włączono do Niemieckich Kolei Państwowych z dyrekcją w Królewcu. W celu kontynuowania intensywnego wywozu drewna, Niemcy zwiększyli tabor do sześciu parowozów, 32 platform i 100 wózków do dłużycy, a także zmodernizowali i rozbudowali infrastrukturę, między innymi instalując cięższe szyny i budując betonowe mosty i przepusty w miejsce drewnianych. W tym czasie rozpoczęto też przewozy osobowe dwoma sprowadzonymi wagonami. Pod koniec wojny wycofujący się Niemcy jednak zabrali lub zniszczyli większość taboru, lecz trzy parowozy zostały ukryte przez pracowników za wysadzonym mostem nad Czarną Hańczą.
Po wojnie kolej została odbudowana i przejęta przez Zarząd Lasów Państwowych w Białymstoku. W 1948 roku zbudowano 8-kilometrowe odgałęzienie na północ wzdłuż wschodniego brzegu jeziora z Tobołowa w kierunku Maćkowej Rudy, z zamiarem dalszego przedłużenia kolei do Sejn, lecz zrezygnowano z tego i dalsze prace wstrzymano. Długość wszystkich linii sięgnęła wówczas maksymalnie 45 km. W połowie lat 50 kolej miała największy stan taboru – pięć parowozów, 60 wózków do dłużycy i 20 platform. W ciągu roku przewożono ok. 80 tysięcy m³ drewna. Na przełomie lat 60/70 wprowadzono lokomotywy spalinowe V10C, których liczba wraz z wycofywaniem parowozów od II połowy lat 70 sięgnęła czterech. W tym czasie jednak też zlikwidowano część odgałęzień w związku z konkurencją ze strony transportu samochodowego. Długość linii spadła do 36 km w 1984 roku i 27 km w 1992 roku. W drugiej połowie lat 80 wąskotorówka zakończyła przewozy z przyczyn ekonomicznych.
Pod koniec działalności kolejki w 1989 powstał półgodzinny reportaż Waldemara Karwata, zatytułowany Zemsta głuszca. Reportaż ukazywał pracę miejscowych robotników zatrudnionych przy kolejce oraz przyrodę Puszczy Augustowskiej.
Z inicjatywy miłośników kolei i lokalnych entuzjastów, w 1991 roku kolej została wpisana do rejestru zabytków pod numerem A-857 decyzją z 7 lipca 1991 roku jako jedna z najdłużej pracujących kolejek leśnych w Polsce. Ochroną objęto odcinek od Płociczna do szosy Augustów – Sejny, w tym torowisko z mostami i przepustami, parowozownię, zakłady naprawcze, dyspozytornię. Przez kolejne lata, z braku funduszy oraz koncepcji wykorzystania, infrastruktura kolei jednak niszczała, część szyn została rozkradziona, a tabor, nieobjęty ochroną, został wywieziony w inne miejsca lub złomowany.

### Wigierska Kolej Wąskotorowa (od 1998)

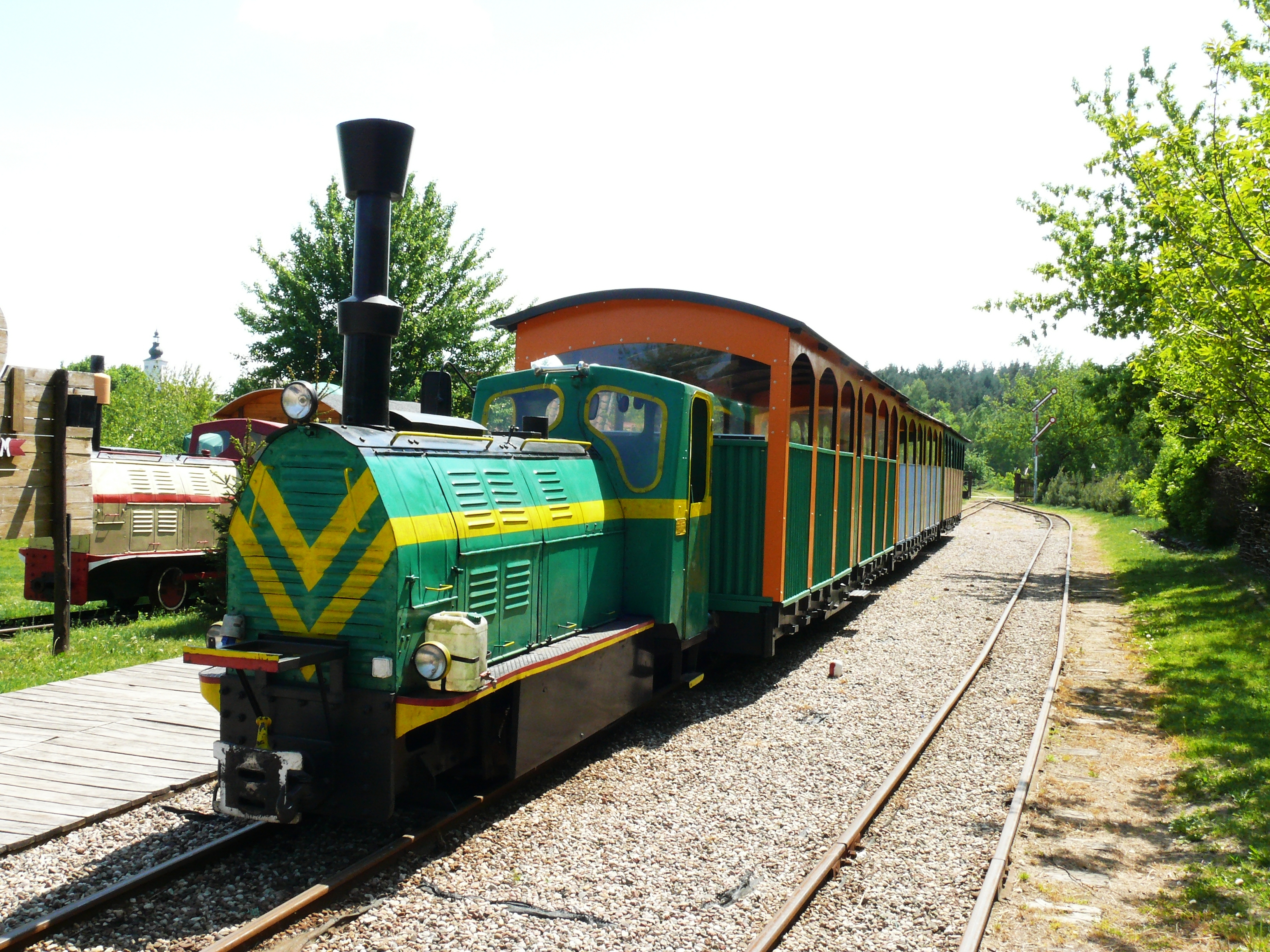
Pociąg na stacji w Płocicznie (2012)

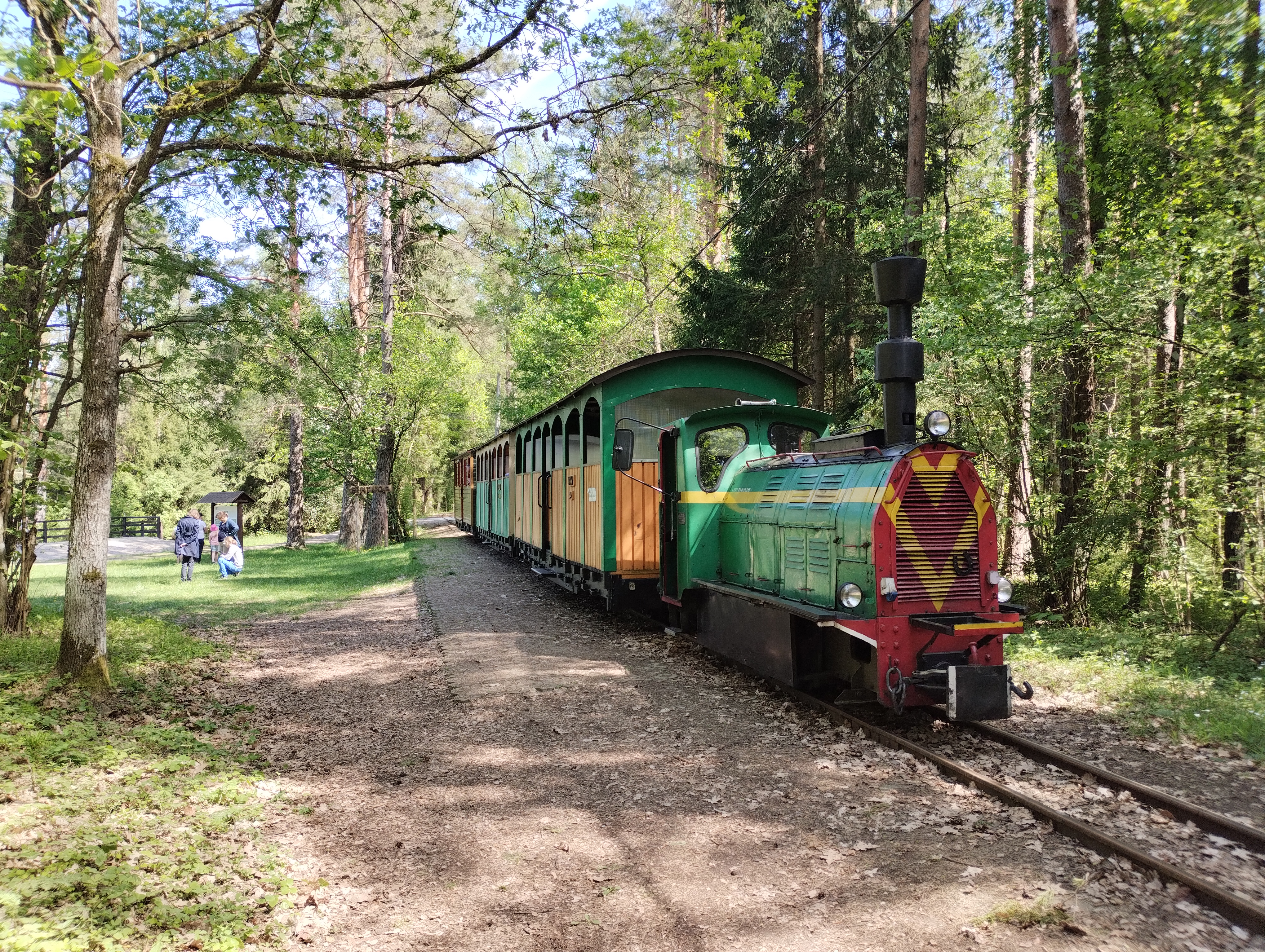
Pociąg na przystanku Binduga (2024)

Przez kilka lat dawna kolej leśna była nieczynna. Pod koniec XX wieku powstał pomysł ponownego jej uruchomienia, tym razem jako atrakcji turystycznej Wigierskiego Parku Narodowego i Puszczy Augustowskiej, z inicjatywy przedsiębiorcy z Płociczna Stanisława Huryna . W 1998 roku została w tym celu zawiązana spółka cywilna Wigierska Kolej Wąskotorowa. Prace restauracyjne przy zabytku rozpoczęto jesienią 2000 roku i do 2001 roku wyremontowano 9-kilometrowy odcinek z Płociczna do Krusznika. Kolej zakupiła i wyremontowała wagony i trzy lokomotywy spalinowe (dwie WLs50 z kolei cegielnianych i jedną mocniejszą V10C z kolei w Hajnówce). Wzdłuż szlaku, w atrakcyjnych miejscach Wigierskiego Parku Narodowego, w Puszczy Augustowskiej, niemal nad samymi brzegami Wigier urządzono przystanki widokowe: Binduga, Powały i Bartny Dół. Na końcowym przystanku Krusznik urządzono miejsce biesiadne i rekreacyjne Zielona Karczma. Przystanki zostały zaopatrzone w edukacyjne tablice informacyjne przez Wigierski Park Narodowy, przy czym również ich nazwy zostały ustalone wraz ze specjalistami parku narodowego. Kolejka zatrzymuje się na różnych przystankach w drodze tam i z powrotem . Trasa w 99% prowadzi przez tereny Wigierskiego Parku Narodowego, w tym w 70% przez lasy.
Oficjalnego otwarcia kolejki dokonano 19 maja 2001 roku. Wąskotorówka szybko stała się dużą atrakcją turystyczną Wigierskiego Parku Narodowego i Suwalszczyzny. Jeszcze przed 2003 rokiem uruchomiono działalność całoroczną dla zorganizowanych grup, zwłaszcza szkół i zakładów pracy, w ramach szerszej oferty turystycznej (restauracji, pensjonatu i stadniny koni). Kolejka jeździ zgodnie z rozkładem codziennie od maja do września, a poza tym sezonem jeździ na zamówienie. W sezonie letnim od czerwca do sierpnia 2003 roku uruchamiano po raz pierwszy cztery rozkładowe pociągi dziennie zamiast dwóch i kolej przewiozła wówczas ok. 15 tys. osób. W tym roku wprowadzono też radiofonizację składów, z nagranymi przez lektora informacjami o kolei i parku narodowym odtwarzanymi na postojach. Ostatecznie powrócono do trzech kursów w lipcu i sierpniu (o 10, 13 i 16) i dwóch w czerwcu. Latem przewozy odbywają się w odkrytych wagonikach, poza sezonem letnim w krytych i ogrzewanych.
Wigierska Kolej Wąskotorowa powstała, aby odbudować i chronić zabytkową kolejkę na całej jej długości. Spółka WKW czyniła od początku starania w celu uzyskania zgody Lasów Państwowych i Służby Ochrony Zabytków na prace restauracyjne na dalszym odcinku od Krusznika do Tartaczyska nad Czarną Hańczą (kolejnych 14 km), lecz nie przyniosły one skutku.

## Trasa

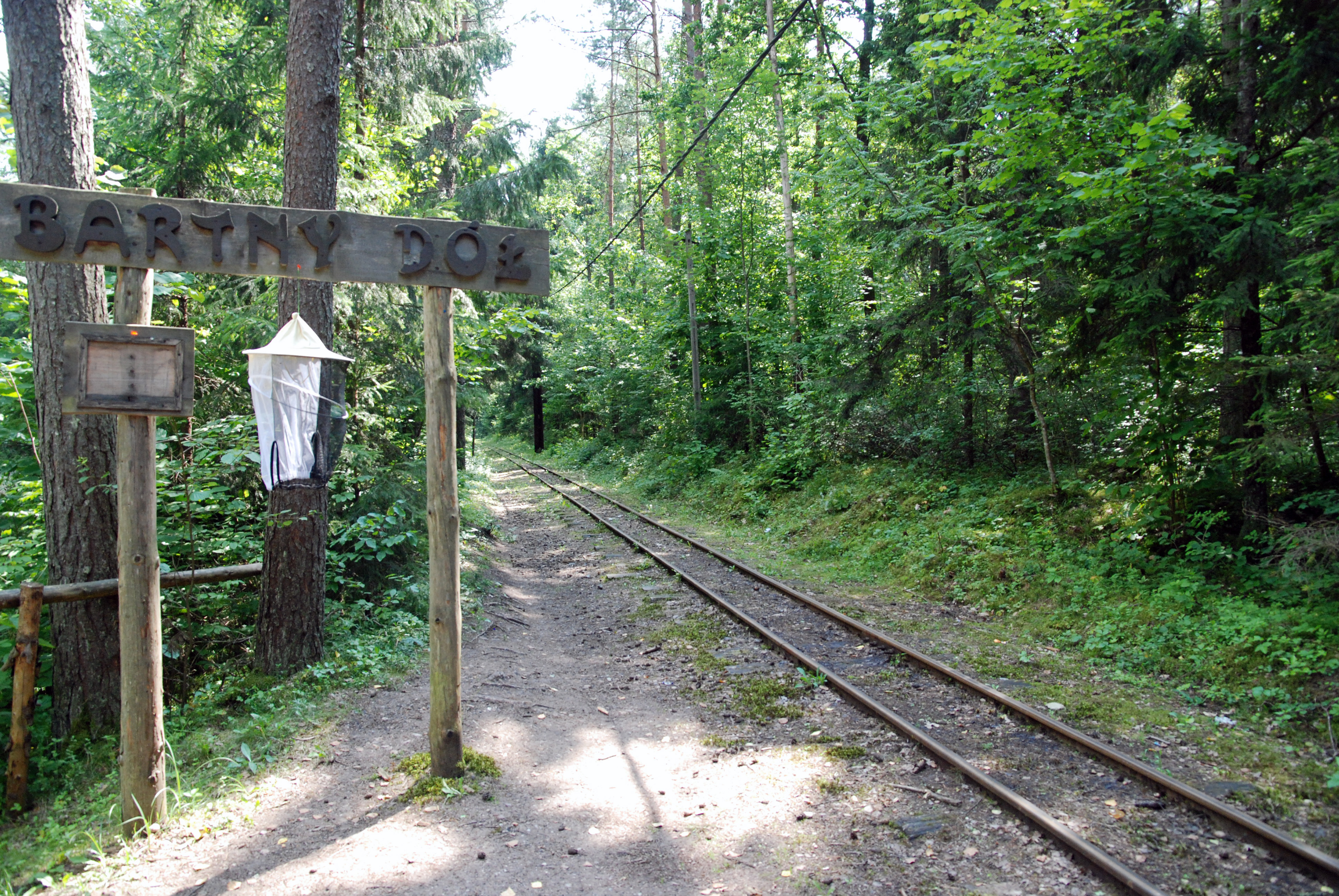
Przystanek Bartny Dół

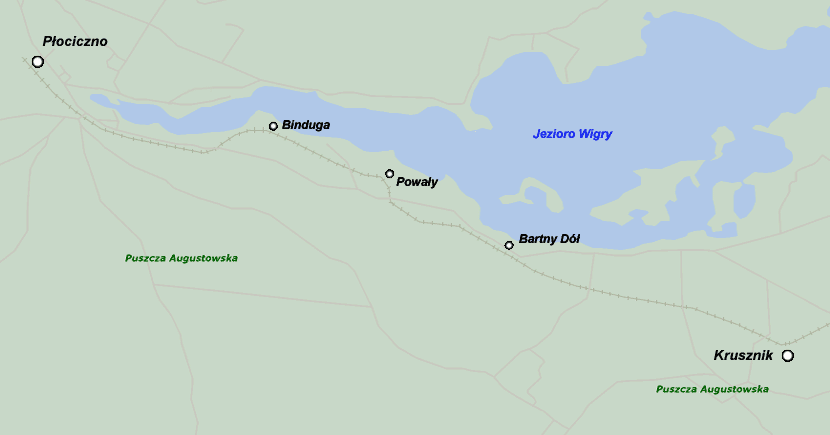
Trasa Wigierskiej Kolei Wąskotorowej Płociczno – Krusznik.

Długość odcinka wyremontowanego przez Wigierską Kolej Wąskotorową podawana jest jako 10 km, lecz eksploatowana jest linia o długości 9 km.
- Płociczno Wąskotorowe – stacja początkowa, wraz z Muzeum Kolei Wąskotorowej, gdzie zgromadzono pamiątki po kolejce leśnej[2] .
- Binduga (2 km) – przystanek kolejki położony nad brzegiem Wigier w miejscu dawnej bindugi, gdzie wyciągano z wody spławiane drewno[9][2] . Z punktu widokowego widać zatokę Wigierki oraz kościół w Gawrych Rudzie[2] .
- Powały (3 km) – przystanek położony na rozległej polanie, dawne miejsce obozów harcerskich, obecnie miejsce na ogniska dla grup zorganizowanych. Niedaleko znajduje się pomost widokowy na wysokim brzegu jeziora[9][2] .
- Bartny Dół (6 km) – przystanek z pomostem widokowym na jeziorze Wigry. Widać stąd największe wyspy na jeziorze: Ordów i Ostrów[9]. Nazwa pochodzi od barci funkcjonujących w okolicy od XVI w. do lat 30. XIX w[2] .
- Krusznik – Zielona Karczma (9 km) – ostatni przystanek w stronę wyjazdową, dawniej składnica drewna, obecnie miejsce rekreacyjne. Kolejka po półgodzinnym postoju rusza stamtąd z powrotem do Płociczna[9][10]. Nazwa pochodzi od XVIII-wiecznego miejsca postoju na skrzyżowaniu traktów, które było jedynie osłonięte drzewami (stąd „zielona”) – prawdziwa karczma nie istniała[2] .

## Tabor

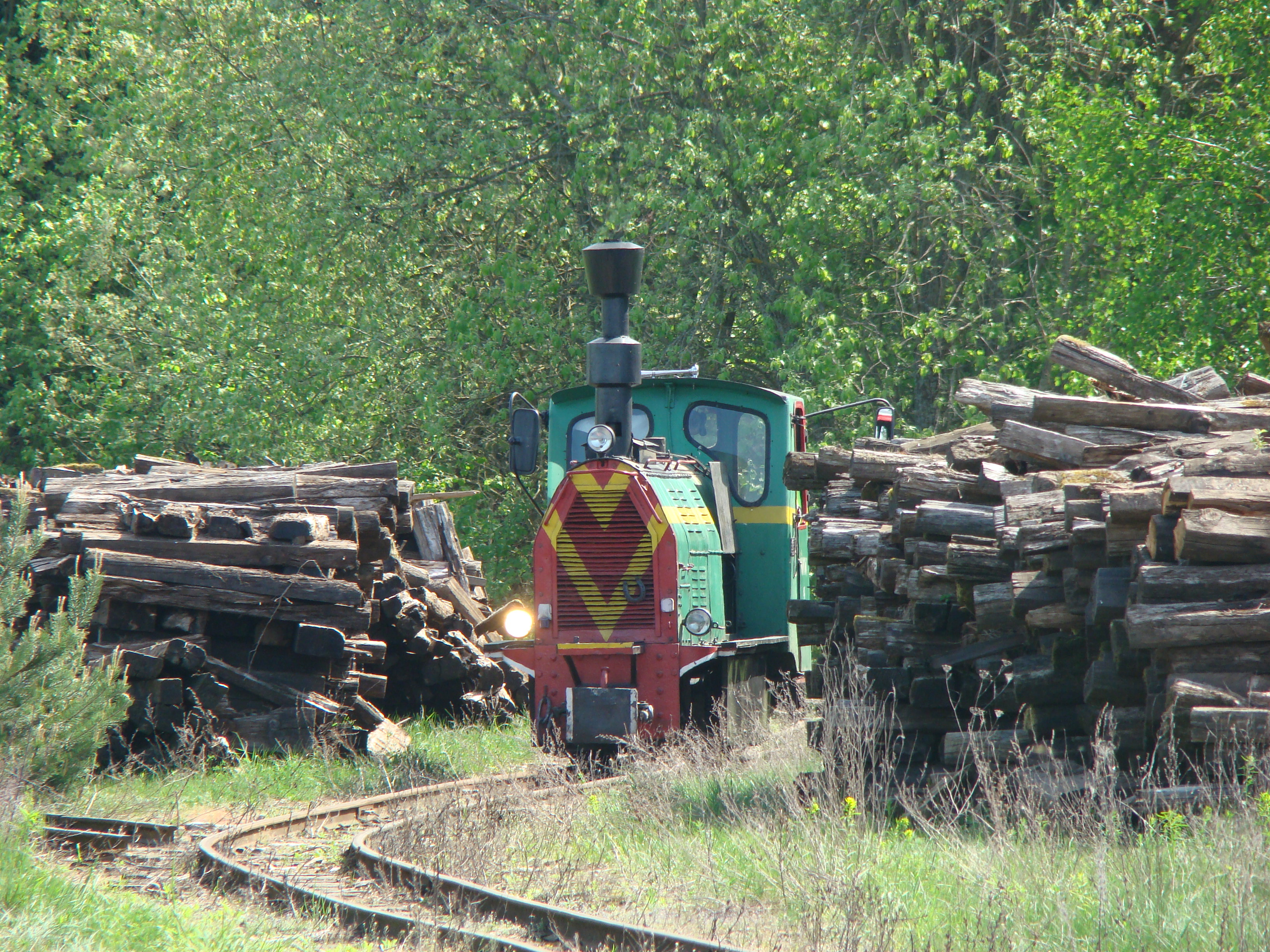
Lokomotywa WLs50-1847 w 2024

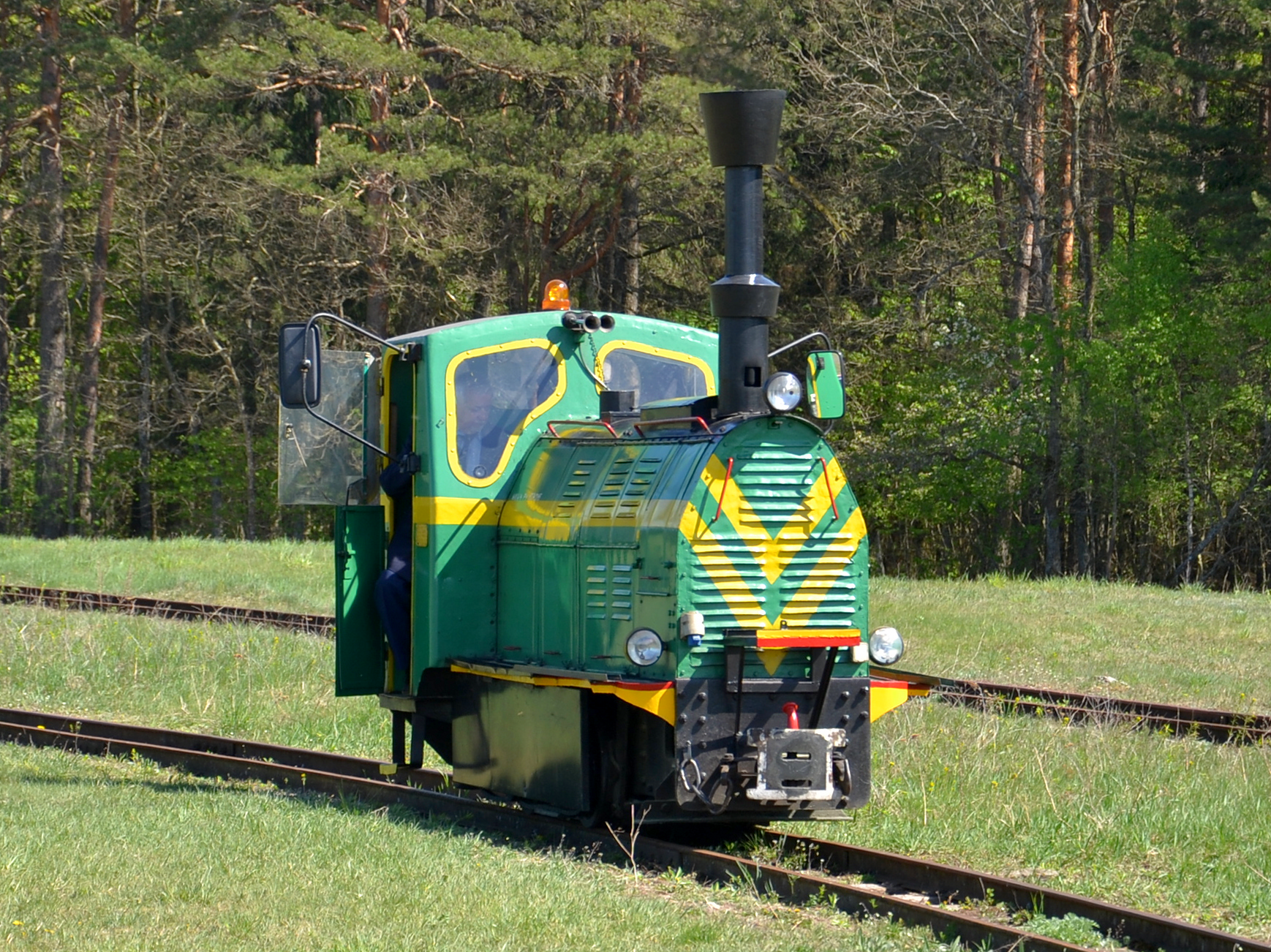
Lokomotywa WLs50-2230 w 2019

### Obecny
Czynny
- Lokomotywa spalinowa V10C (nr 250556, rok prod. 1973)[14]
- Lokomotywa spalinowa WLs50 (nr 1847, rok prod. 1966)[14]
- Lokomotywa spalinowa WLs50 (nr 2230, rok prod. 1973)[14]
- Lokomotywa spalinowa GLs30 (rok produkcji: 1954)[2]
- 3 wagony kryte (stan na 2012)[2]
- 4 wagony letnie otwarte (stan na 2012)[2]
- wagon gospodarczy[2]
- pług śnieżny[6]
- pociąg naprawczy[2]
- drezyna motorowa z silnikiem WFM 125 cm³ (stan na 2012)[2]
- drezyna motorowa z silnikiem SHL 175 cm³ (stan na 2012)[2]

Eksponaty lub w remoncie
- Parowóz Tx1113 typu HF (eksponat)[15]
- 3 lokomotywy spalinowe WLs50[14]

### Dawny
Po zakończeniu funkcjonowania kolei leśnej, do 1994 roku kolej miała m.in.
- 2 lokomotywy spalinowe LKM V10C (nr 250504/71 i 250568/74)[16]
- 3 parowozy Las (pod koniec nieczynne, Ty244 i Ty1136 ustawiono następnie jako pomniki w Ełku, Ty1139 sprzedany za granicę)[8][6]